# M/S Costa Concordia
M/S Costa Concordia var ett kryssningsfartyg byggt 2005 av Concordia-klass som ägdes av Costa Cruises. Fartyget var när det togs i tjänst 2006 det största italienskbyggda fartyget.

## Beskrivning
Fartyget byggdes vid skeppsvarvet Fincantieris Sestri Ponente i Italien. Namnet Concordia var avsett att uttrycka en önskan om fortsatt harmoni, enighet och fred mellan europeiska nationer. Hon var det första fartyget i Concordia-klassen tillsammans med systerfartygen Costa Serena, Carnival Splendor — som byggdes för Carnival Cruise Lines — Costa Pacifica, Costa Favolosa och Costa Fascinosa. Costa Concordia togs i tjänst i juli 2006 och var då med sin bruttodräktighet på 114 500 det största fartyget som byggts i Italien.

## Layout
Costa Concordia hade 13 publika däck, med namn på europeiska länder. Däck 1 låg längst ner:
- Däck 1 Olanda (Holland)
- Däck 2 Svezia (Sverige)
- Däck 3 Belgio (Belgien)
- Däck 4 Grecia (Grekland)
- Däck 5 Italia (Italien)
- Däck 6 Gran Bretagna (Storbritannien)
- Däck 7 Irlanda (Irland)
- Däck 8 Portogallo (Portugal)
- Däck 9 Francia (Frankrike)
- Däck 10 Germania (Tyskland)
- Däck 11 Spagna (Spanien)
- Däck 12 Austria (Österrike)
- Däck 14 Polonia (Polen)

## Haveriet
Fartyget gick klockan 21:45 på kvällen fredagen den 13 januari 2012 på grund vid ön Giglio utanför Toscana med totalt 4 234 personer ombord. 32 personer omkom. Fartygets befälhavare Francesco Schettino greps senare på dagen och åtalades senare för dråp och för att han lämnade fartyget innan alla var evakuerade. Kapten Schettino satt i husarrest i sin hemstad Meta di Sorrento till den 6 juli 2012 då han släpptes fri.
Kaptenen har i efterhand medgivit att han gjorde en hälsningsgir eftersom en tidigare kollega bor i närheten på ön. Det internationella maritima övervakningssystemet AIS uppgav att fartyget under ett år gjort 52 avvikelser, alltså en gång per vecka.
Kaptenen Francesco Schettino dömdes i februari 2015 till 16 års fängelse för att ha orsakat olyckan och flera fall av vållande till annans död. Dessutom dömdes han för att ha övergett kryssningsfartyget. Francesco Schettino var sedan cirka två år på fri fot då domen överklagats av försvaret såväl som av åklagaren som önskade ett tyngre straff.  Den 12 maj 2017 bekräftades det ursprungliga straffmåttet av Corte Suprema di Cassazione och Schettino blev häktad.

### Costa Concordia bärgas
Den 16 september 2013 klockan 09:00 inleddes bärgningsarbetet av Costa Concordia under ledning av Nick Sloane. Bärgningen var den största och dyraste inom sjöhistorien. Costa Concordia skulle först stabiliseras, vilket tog cirka 19 timmar. Bara fram till att skeppet rätats upp från haveriplatsen har bärgningen kostat 3,9 miljarder kronor. Costa Concordia bogserades in till hamnen i Genua 27 juli 2014, där det skrotades. Det fanns risk att fartyget skulle brytas sönder under bärgningen och förvärra miljökatastrofen, men bärgningen gick väl.

### Bildgalleri

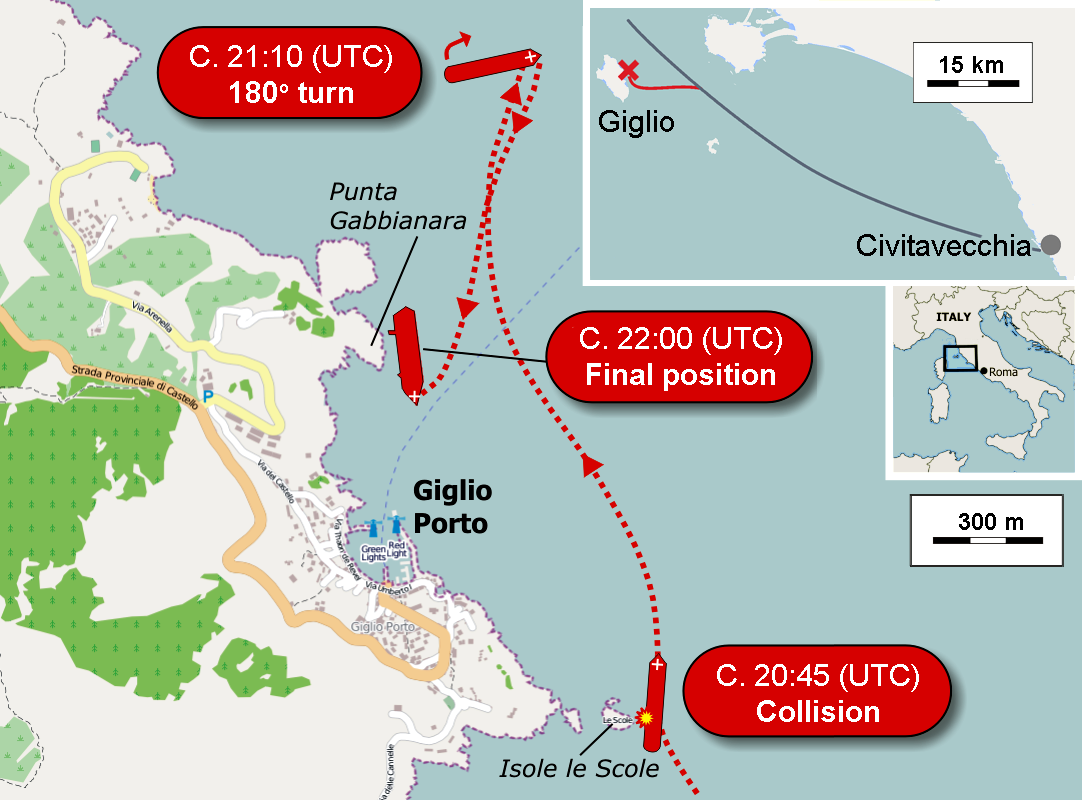
Karta.
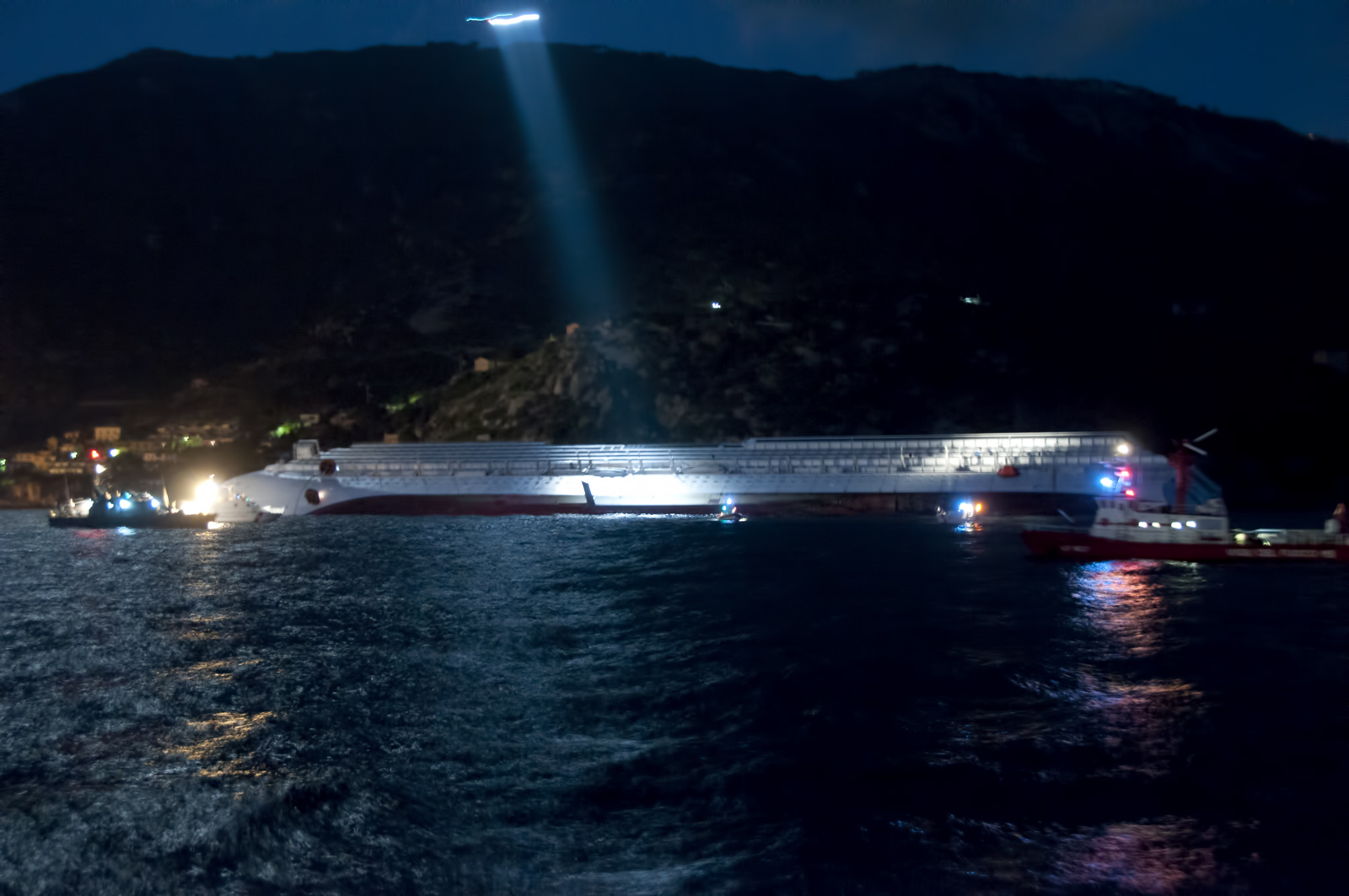
Fartyget i vattnet vid ön.
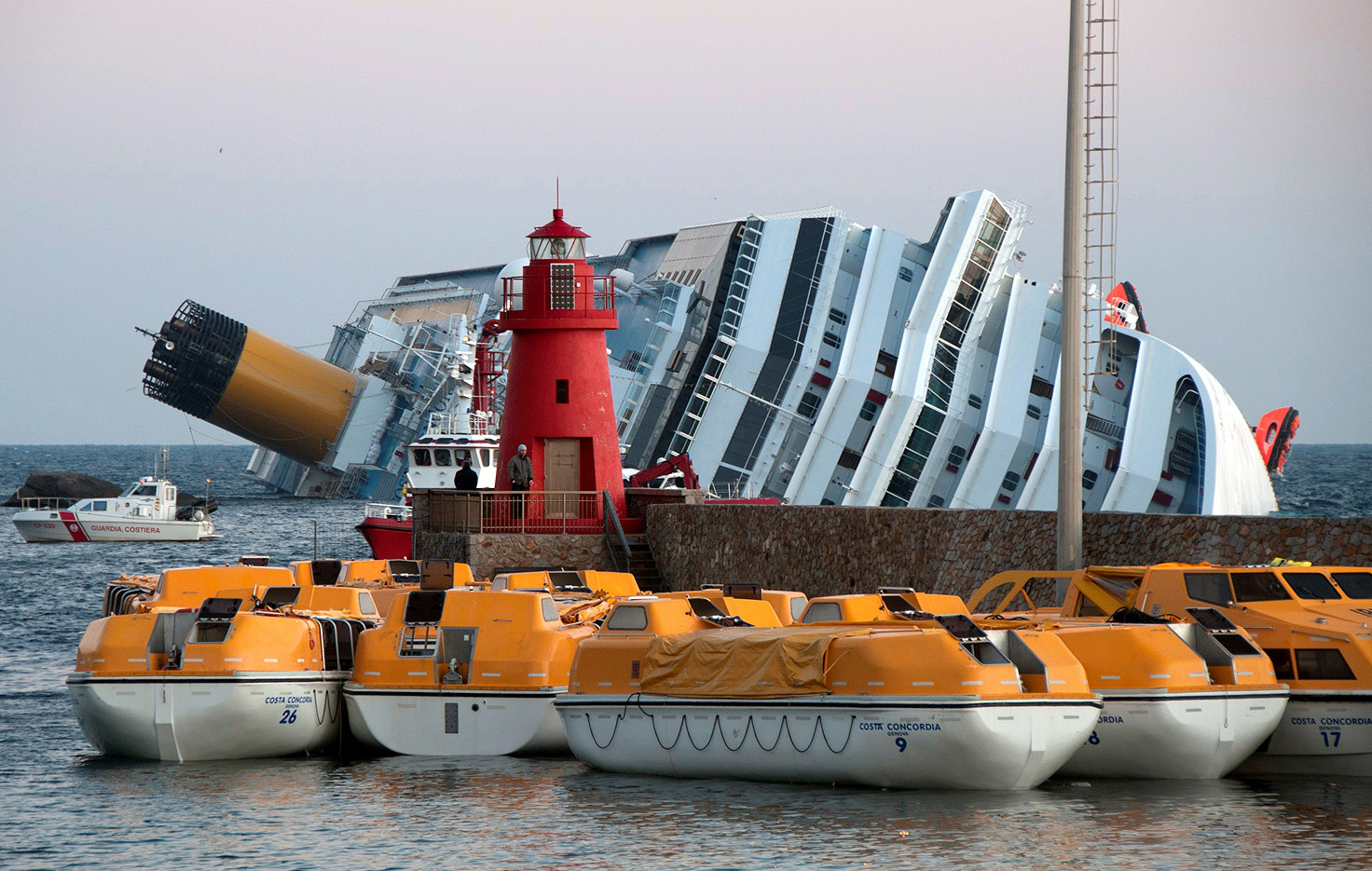
Fartyget i vattnet vid ön.
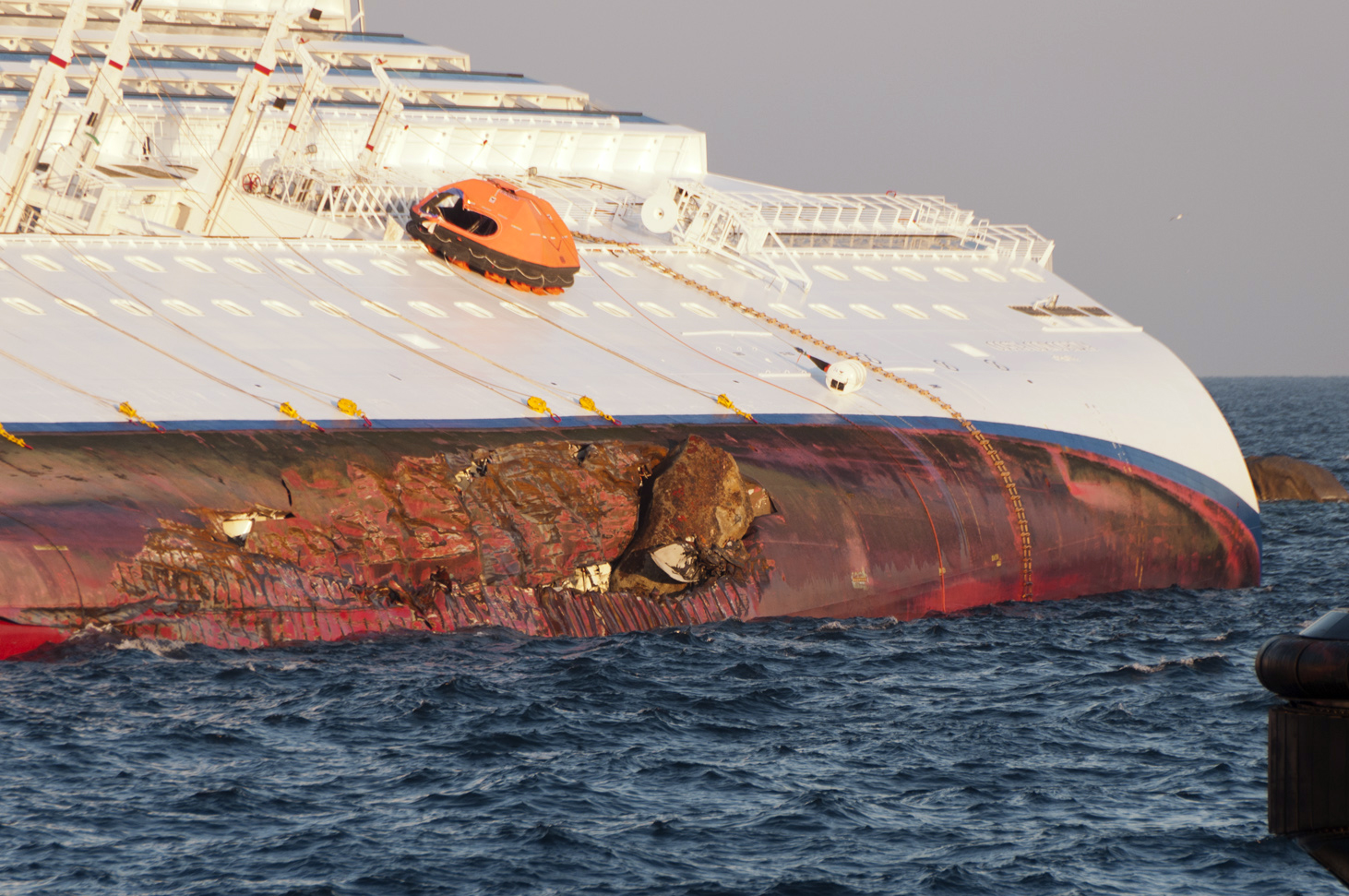
En skada i skrovet.